# Ctenodiscus
Ctenodiscus is een geslacht van kamsterren, en het typegeslacht van de familie Ctenodiscidae.

## Soorten
- Ctenodiscus australis Lütken, 1871
- Ctenodiscus caudatus Döderlein, 1921
- Ctenodiscus crispatus (Retzius, 1805)
- Ctenodiscus orientalis Fisher, 1913
- Ctenodiscus procurator Sladen, 1889